# OpenAI Codex
OpenAI Codex — облачный программный инженерный агент, разработанный OpenAI, способный выполнять множество параллельных задач, таких как написание новых функций, исправление ошибок и создание pull-запросов в изолированных средах. Основан на модели codex‑1, оптимизированной для программирования, и интегрирован в интерфейс ChatGPT для подписчиков Pro, Team и Enterprise.

## История
Панель исследования OpenAI представила Codex 16 мая 2025 года. Изначально доступный в виде превью для пользователей ChatGPT Pro, Team и Enterprise, агент постепенно расширялся до подписчиков Plus и Edu. Параллельно был выпущен открытый исходный код Codex CLI — облегчённого терминального клиента, работающего с моделями o3 и o4‑mini.

## Архитектура
Codex основан на модели codex‑1, представляющей собой версию OpenAI o3, дообученную с помощью методов усиленное обучение на реальных задачах программирования. Модель демонстрирует способность генерировать код, близкий к человеческому стилю, строго следовать инструкциям и многократно запускать тесты до получения корректного результата в пределах контекста до 192 000 токенов.

## Функциональность
Codex доступен через боковую панель в интерфейсе ChatGPT. Для постановки задачи программист вводит текстовый запрос и нажимает «Code», а для вопросов о существующем коде — «Ask». Каждая задача выполняется в изолированной облачной песочнице, предварительно загруженной с репозиторием пользователя. Агент может читать и редактировать файлы, а также выполнять команды, включая тестовые фреймворки, линтеры и средства проверки типов. Время выполнения задачи варьируется от 1 до 30 минут с возможностью наблюдать прогресс в реальном времени.

## Безопасность и надёжность
Codex спроектирован с приоритетом безопасности и прозрачности:
Обучен обнаруживать и точно отвергать запросы на разработку вредоносного ПО, сохраняя при этом поддержку легитимных задач.
Запускается в изолированном контейнере без доступа в интернет, взаимодействуя только с кодом из предоставленных репозиториев и предустановленными зависимостями.

## Применение
Codex уже используется внутренними командами OpenAI и рядом внешних партнёров для автоматизации рутинных задач и ускорения разработки:
Cisco: прототипирование и быстрый вывод идей.
Temporal: ускорение разработки функций, отладки и тестирования.
Superhuman: повышение покрытия тестами и исправление интеграционных ошибок.
Kodiak.ai: написание инструментов отладки и рефакторинг кода для автономных систем.

## Ограничения и критика
На момент выпуска Codex не поддерживает ввод изображений для задач фронтенда и не позволяет вмешиваться в работу агента во время выполнения задачи. Делегирование задач удалённому агенту может требовать больше времени по сравнению с интерактивным редактированием, что требует адаптации от разработчиков.